# Celeuthetini
Celeuthetini es una tribu de insectos coleópteros curculiónidos pertenecientes a la subfamilia Entiminae.  

## Géneros
Acoptorrhynchus – Albertisius – Apiezonotus – Apirocalodes – Apirocalus – Apotomorhamphus – Arrhaphogaster – Atactoglymma – Atactophysis – Aulacophrys – Behrensiellus – Bonthaina – Borneobius – Borodinophilus – Brachynedus – Calidiopsis – Celeuthetes – Choerorhamphus – Cnemidothrix – Colpomus – Coptorhynchus – Cyrtetes – Ectemnomerus – Elytrocheilas – Enaptomias – Eupyrgops – Grammicodes – Guineobius - Hellerrhinus – Heteroglymma – Hypotactus – Idiopsodes – Javaulius – Kietana – Kokodanas – Levoecus – Lophothetes – Machaerostylus – Mesocoptus – Microthetes – Moluccobius – Mutilliarius – Nanyozo – Neopyrgops – Nothes – Oeidirrhynchus – Ogasawarazo – Opterus – Oribius – Pachyrhynchidius – Parasphenogaster – Paratactus – Peteinus – Philicoptus – Phraotes – Picronotus – Piezonotus – Platyacus – Platysimus – Platyspartus – Pseudottistira – Pteros – Pyrgops – Resites – Samobius – Sphaeropterus – Sphaerorhinus – Sphenogaster – Strotus – Syntrophus – Tarunus – Temnogastrus – Tetragynetes – Thompsoniella – Trigonops – Trigonospartus – Zeugorrhinus